# Torpete
San Torpete (in latino Gaius Silvius Torpetius), conosciuto anche come Torpè, Torpes, Torpezio, Tropezio, Tropez (Pisa, ... – Pisa, 29 aprile 68), fu cortigiano di Nerone: convertitosi al cristianesimo, morì martire per decapitazione; è venerato come santo dalla Chiesa cattolica.

## Biografia
San Torpè visse al tempo in cui Pietro apostolo, prima di raggiungere Roma, si era fermato presso Pisa, celebrando la prima messa in suolo italico, nel luogo in cui in seguito venne edificata la Basilica di San Piero a Grado.
 Torpè, secondo la leggenda medievale, fu convertito dal "presbyter-eremita" Antonino da Lucca, che viveva sui monti tra Pisa e Lucca, e battezzato alla "fons vulgo" presso il romitorio di Corliano. Un'antica tradizione ecclesiastica ed erudita pisana identificò quest'acqua con la fonte del latte di Corliano; da allora, l'acqua, divenuta miracolosa, si tramanda facesse venire il latte alle puerpere e dovrebbe al battesimo di San Torpé il potere galattoforico per cui va ancora nota. 
Torpè venne perseguitato in quanto cristiano e costretto, senza successo, a praticare il paganesimo religione pagana adottato dall'Impero Romano.
L'imperatore Nerone, il quale credeva nella dea Diana come progenitrice dell'Universo, lo fece torturare: Evelio, funzionario dell'imperatore romano, vedendo che il santo era uscito incolume dalle feroci prove a cui era stato sottoposto, si convertì alla fede cristiana.
Dopo la sua morte, per decapitazione, il corpo di Torpete fu abbandonato sopra un'imbarcazione, insieme ad un gallo e ad un cane, alla foce dell'Arno.
(Passio Sancti Torpetis, in Acta Sanctorum, Maii, IV, Antverpiae 1688, p. 6.)
La barca si arenò nelle vicinanze di una piccola cittadina della Provenza chiamata Heraclea e ribattezzata Saint-Tropez in onore del Santo.

## Culto

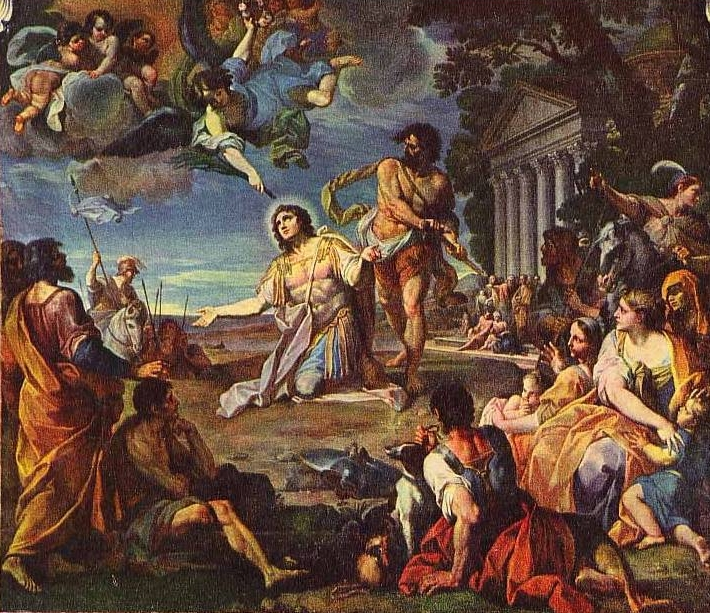
Placido Costanzi, Martirio di San Torpè, olio su tela, Duomo di Pisa.

Al Santo si attribuiscono molti prodigi tra cui, nel giorno 29 aprile 1633, la liberazione dalla peste, dilagante nella città di Pisa.
Le tre principali chiese dedicate al Santo pisano si trovano a Pisa, a Genova e a Saint-Tropez.
A Pisa è presente la chiesa e convento di San Torpé, in via Fedeli. A Genova invece sorge la chiesa di San Torpete. Torpè, paese in provincia di Nuoro, prende il nome da questo santo a cui il 18 settembre di ogni anno è dedicata una processione , dove la statua del santo viene portata in processione per il paese.
La città di Saint-Tropez, in Costa Azzurra, prende il nome dal santo pisano.
San Torpè è il patrono della Parte di Tramontana (la metà di Pisa posta sul lato settentrionale dell'Arno, che ogni anno a giugno disputa il Gioco del Ponte con la Parte di Mezzogiorno), che lo celebra ogni 29 aprile.
Nel suo inno, padre Onorio Lessona implora grazie per i fedeli: 
(Fernando Vallerini, S. Torpè, Pisa, 1984.)